# Molibdenit
Molibdenit (iz grškega μόλυβδος [mólibdos] - svinec) je mineral molibdenov sulfid s kemijsko formulo MoS2. Po videzu in otipu je podoben grafitu in ima mazivne lastnosti, ki so posledica slojaste strukture. Kristali molibdenita so zgrajeni iz  slojev molibdenovih atomov, med katerimi so atomi žvepla. Vezi Mo-S so močne, interakcije med žveplovimi atomi pod in nad sloji molibdenovih atomov pa so šibke in omogočajo gladko drsenje in popolno razkolnost.
Molibdenit se pojavlja v magmatskih kamninah, predvsem v alitu, granitu in pegmatitu, in visokotemperaturnih hidrotermalnih rudnih depozitih. Med spremljajočimi minerali so najpogostejši pirit, halkopirit, kremen, anhidrit, fluorit in šelit. 
Pomembna nahajališča molibdenita so  v Afganistanu, več področjih v Argentini in Avstraliji, Belgiji (Brabant, Lüttich in Luxemburg), Nemčiji (Altenberg, Zinnwald, Ehrenfriedersdorf in Erzgebirge), Finski, Norveški, Italiji (Traversella in Macchetto),  Ruski federaciji (Bajkal), Grenlandiji, Avstriji, Mehikiin ZDA (New Mexico, Kolorado, Arizona in Utah).
V molibdenitu je vedno prisoten renij, ki je v kristalni strukturi vgrajen namesto molibdena. Običajna koncentracija renija je nekaj ppm, doseže pa tudi koncentracijo 1-2%. Molibdenitne rude so edini vir renija. Radioaktivni izotop Re-187 in njegov hčerinski izotop Os-187 omogočata geokronološko datiranje. 